# جهان وارونه
جهان وارونه یک مجموعه تلویزیونی محصول سال ۱۳۷۴ به کارگردانی، نویسندگی بهمن زرین‌پور و تهیه‌کنندگی بهروز خوش‌رزم می‌باشد که در نوروز ۱۳۷۵ از شبکه ۱ پخش شد.

## بازیگران
- سروش خلیلی
- ابراهیم‌آبادی
- مریلا زارعی
- حمیده خیرآبادی
- پرویز پورحسینی
- مینا جعفرزاده
- سعید امیرسلیمانی
- امرالله صابری
- بهروز خوش‌رزم
- مرتضی ضرابی
- مهدی علی احمدی